# Masacres de Solhan y Tadaryat
Las masacres de Solhan y Tadaryat ocurrieron los días 4 y 5 de junio de 2021 cuando los insurgentes atacaron las aldeas de Solhan y Tadaryat en la provincia de Yagha, Burkina Faso. Las masacres dejaron al menos 174 muertos. Los insurgentes han estado atacando la región del Sahel, a lo largo de la frontera con Malí, desde que los islamistas capturaron partes de Malí en 2013.

## Ataques
En la noche del 4 de junio de 2021, 13 civiles y un soldado murieron en un ataque en la aldea de Tadaryat, ubicada a 150 km (93,2 mi) al norte de Solhan. Los atacantes también allanaron las motos y el ganado de la comunidad.
Horas más tarde, en la madrugada del 5 de junio de 2021, los insurgentes atacaron la aldea de Solhan en Burkina Faso, matando al menos a 160 civiles, incluidos 20 niños, e hiriendo a otros 40. Alrededor de las 2 am, los atacantes, montados en unas 20 motocicletas, atacaron primero a los Voluntarios para la Defensa de la Patria (VDP), una fuerza de defensa civil antiyihadista, antes de quemar casas y un mercado. Una mina cercana también fue atacada, siendo Solhan un centro de extracción de oro. Los atacantes se fueron al amanecer, unas tres horas antes de que las fuerzas de respuesta policiales llegaran al pueblo. Al salir del pueblo, los atacantes dejaron una serie de artefactos explosivos improvisados en las carreteras que conducían al pueblo. Estos fueron desarmados por ingenieros del ejército de Burkina Faso en los días siguientes.
Se cree que los ataques han sido los más mortíferos en Burkina Faso en cinco años. Muchos de los sobrevivientes huyeron a Sebba, la capital de la provincia de Yagha, a unos 15 kilómetros (9,3 mi) de Solhan. Los muertos de Solhan han sido enterrados en tres fosas comunes por los residentes locales.
Según el portavoz del gobierno Ousseni Tamboura, el ataque en Solhan fue llevado a cabo principalmente por niños soldados de entre 12 y 14 años.

## Repercusiones
El gobierno culpó a los terroristas por el ataque; sin embargo, desde entonces ningún grupo se ha atribuido la responsabilidad de la masacre. El presidente, Roch Kaboré, emitió un comunicado de condolencias por el ataque expresando; "Me inclino ante la memoria de los cientos de civiles asesinados en este bárbaro ataque y extiendo mis condolencias a las familias de las víctimas". Kaboré canceló un viaje planeado a Lomé, Togo debido a los incidentes.
El gobierno declaró un período de luto nacional de 72 horas. Algunas mujeres del país planeaban vestirse completamente de blanco el 7 de junio de 2021 como muestra de respeto por las personas asesinadas. La Policía Nacional de Burkina Faso ha redistribuido unidades en respuesta a las masacres y en previsión de nuevos ataques.
António Guterres, secretario general de Naciones Unidas, que tiene estacionados en el país miles de cascos azules, afirmó estar "indignado" por los ataques. El Papa Francisco mencionó la masacre de Solhan en sus oraciones del Ángelus y afirmó que África necesita paz y no violencia.
El Grupo de Apoyo al Islam y los Musulmanes negó la responsabilidad del ataque y lo condenó.